# Les Arts florissants (opera)
Les Arts florissants (De blomstrande konsterna) är en fransk opera (idylle en musique) i en akt med musik av Marc-Antoine Charpentier till ett anonymt libretto.

## Historia
Charpentiers opera påminner om de allegoriska prologerna som var populära i den samtida franska operakonsten. Var och när operan hade premiär är inte känt. Det kan ha rört sig om ett privat framförande, troligen omkring 1685-86. Charpentier sjöng själv rollen som "Målarkonsten".

## Personer
- La Musique (Musiken) (sopran)
- La Poésie (Poesin) (sopran)
- La Peinture (Målarkonsten) (haute-contre)
- L'Architecture (Arkitekturen) (mezzosopran)
- La Discorde (Tvedräkten) (bas)
- La Paix (Freden) (sopran)
- Un Guerrier (En krigare) (baryton)

## Handling
Tillsammans med en grupp vapenlösa krigare betygar Musiken, Poesin, Målarkonsten och Arkitekturen sin vördnad för kung Ludvig XIV av Frankrike, som har återställt freden som tillåter dem att blomstra. Deras lovsång avbryts av Tvedräkten som är svartsjuk på kungens gärning. Fredsgudinnan åkallar guden Jupiters hjälp och återställer ordningen och alla förenas i en hyllning till hennes lyckosamma gest.